# Musée de Bielsko-Biała
Le musée de Bielsko-Biała ayant comme siège principal le château historique de Bielsko, en Silésie, en Pologne, continue les traditions muséologiques commencées au début du XXe siècle, au moment où les autorités autonomes de Bielsko silésienne et de Biała galicienne instituèrent deux musées distincts. À partir des années 1970, il s’enrichit de filiales régionales : le musée de Julian Fałat, Musée de la Technique et du Textile et enfin la Maison du Tisserand.

## Une courte histoire du Château de Bielsko
Dressé au centre de Bielsko-Biała, le château est le plus vieux monument érigé sur le territoire historique de  la ville de Bielsko. Selon une vieille légende, à son emplacement il y avait jadis un petit castel de brigands qui attaquaient les marchands ambulants. Le prince d’Opole Casimir (mort en 1229 ou 30) prend d’assaut  ce fort et extermine les brigands. Sur la place de leur château il fait construire un petit pavillon de chasse qui, grandissant avec l’âge, devient un château imposant autour duquel la ville de Bielsko se développe.

Les parties les plus anciennes du château datent du XIVe siècle. Au cours des siècles suivants, le château subit plusieurs reconstructions et modifications. Il représente le type du château municipal. Étant incorporé dans le système de fortifications de Bielsko dès le début, il  constitue l’élément le plus fort de ses enceintes.

Pendant des siècles il joue le rôle de forteresse silésienne de frontière, en gardant d’abord les frontières des principautés territoriales de Cieszyn et de Oświęcim, et ensuite en surveillant la frontière polono-tchèque (dès le début du XVe siècle) et polono-autrichienne (à partir de 1526). À partir de la fin du XVIe siècle il perd son caractère de forteresse en devenant une résidence de la noblesse.
Son apparence présente vient du temps de sa dernière grande reconstruction accomplie vers le milieu du XIXe siècle qui effaça complètement son ancien style. Dans les années 1899-1973, au lieu du mur de soutènement en briques visible maintenant de son côté est, il y avait une suite de boutiques constituant  de belles assises  architectoniques pour la masse du château. Ils furent détruits, malheureusement, à la suite de l'élargissement de la rue du Château. Le Château, érigé par la dynastie des Piast qui régnait sur la Principauté de Cieszyn durant plus de deux siècles, fut un de leurs sièges. Depuis 1572 il fut le centre administratif et économique de l'État autonome, dirigé à tour de rôle par les  nobles familles  de Promnitz, Schaffgotsch, Sunnegh, Solms et Haugwitz. En 1752 cet État  fut promu au rang de principauté et passa dans les mains de la famille Sułkowski. La principauté de Bielsko exista jusqu’en 1849 où, pendant l’introduction par l’Autriche du système administratif moderne qui liquidait les vieilles structure féodales, ses terrains firent partie de  la starostie de Bielsko. Le Château et de nombreux biens existant dans les environs de la ville furent la propriété des Sułkowski jusqu’en 1945. Après la Seconde Guerre mondiale, le Château fut pris par l’État polonais en tant que bien post-allemand et il servait de siège à de nombreuses institutions culturelles. Depuis 1983, le Musée de Bielsko-Biała, subordonné aux autorités autonomes de Katowice, est son unique usager.

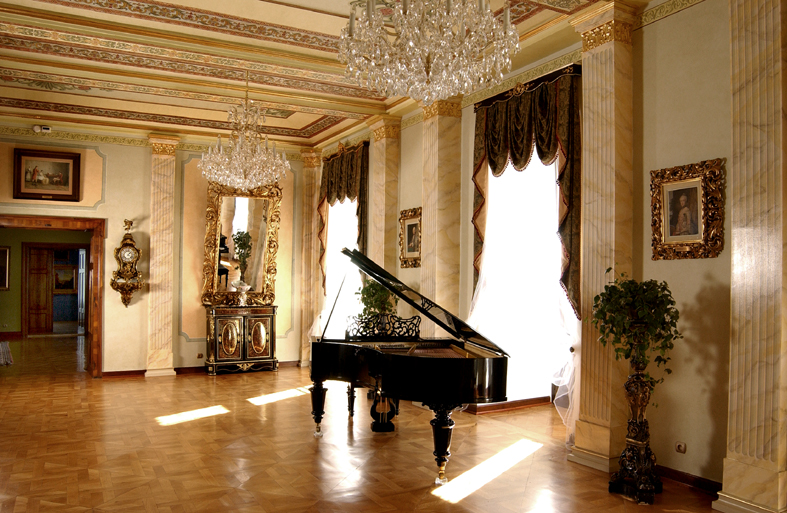
le Château de Bielsko-Biała

### L'exposition permanente
Une exposition permanente située dans le Château de Bielsko occupe plusieurs locaux du premier étage. Son accès est assuré par le vestibule du XIXe siècle, restauré en 2001. L’aile ouest du bâtiment est consacrée au salon de chasse et à l’armurerie. Les locaux de l’aile est abritent une partie d’exposition consacrée à l’histoire de la ville et du château et aux traditions artisanales de Bielsko et de Biała. Ils voisinent avec une salle de concert rococo et une salle en style Biedermeier. Les poêles historiques constituent l’ornement principal de l’exposition. L’aile est du château est occupée par la galerie de peinture. On y présente la peinture réaliste et académique du XIXe siècle, la peinture de la période de «La Jeune Pologne», les travaux des artistes liés à Bielsko-Biała  durant les vingt années d’entre-deux-guerres et après la Seconde Guerre mondiale. Une salle d’art de «Zaolzie» présente les œuvres des artistes polonais créant en République tchèque. Dans le couloir du côté de la cour on a réuni une collection de graphiques faits par les artistes du début du XXe siècle ainsi que de nombreux portraits représentant les habitants de Bielsko et de Biała du XIXe et XXe siècles. Au rez-de chaussée du Château il y a aussi trois salles consacrées à des expositions temporaires.

## Une histoire du Musée de Bielsko-Biała
Le Musée de Bielsko-Biała, ayant comme siège principal le Château historique de Bielsko, continue les traditions muséologiques initiées au début du XXe siècle, au moment où les autorités autonomes de Bielsko silésienne et de Biała galicienne instituèrent deux musées distincts. Il y existait déjà un musée plus vieux - celui Municipal de Biała, créé sur l’initiative d’un professeur du lycée de Bielsko, Monsieur Erwin Hanslik, en vertu d’une résolution du Conseil Municipal du 19 décembre 1902. A la même date, une initiative pareille fut proposée sur le forum du Conseil Municipal de Bielsko voisine par le pasteur protestant, le docteur Andrzej Schmidt. À la suite de son appel on organisa  en 1903 à Bielsko-Biała et dans ses environs une grande action de recherches et de collecte de souvenirs, véritables pièces de musée. Les résultats de cette action furent démontrés  en 1903 dans le bâtiment de Strzelnica («Champs de tir») en tant que «l’exposition des antiquités locales». Quelques mois plus tard le Conseil Municipal   instaura le Musée Municipal de Bielsko. Néanmoins, il fallait encore du temps pour que les deux musées deviennent accessibles aux visiteurs. Le Musée de Biała fut ouvert le 3 décembre 1904 dans le bâtiment de l'Hôtel de Ville. Il y  fonctionna jusqu'en 1920. Cette année-là on suspendit son activité, on  emmagasina les objets exposés dans un seul entrepôt et ses locaux furent destinés ŕ d’autres fins. La réouverture du Musée n’eut lieu  qu’en 1932, cette fois-ci dans les sous-sols du bâtiment où il  fonctionna jusqu’à l’éclat de la Seconde Guerre mondiale où il  fut fermé. Le Musée de Bielsko fut ouvert au public le 25 février 1906 dans le bâtiment nommé «Le Vieil Hôtel de Ville», situé sur la Place du Marché numéro 9. Il y fonctionna sans trêve jusqu’en 1941. Grâce aux efforts du conservateur Edward Schnack, durant la période entre-deux-guerres, le musée fut considérablement agrandi. Il était alors un des plus grands musées régionaux de la Pologne, le troisième en Silésie, ne cédant la place qu’aux musées de Katowice et de Cieszyn. En 1941 les autorités d’occupation nazie unirent les deux musées en « Heimatmuseum » que l’on situa ŕ Biała, dans l’ancien siège de corporations. Il y demeura jusqu’à la fin de la Seconde Guerre mondiale. En 1945 on décida de réactiver l’activité du musée. Le Musée Municipal de Bielsko fut ouvert pour le public le 14 février 1947. À partir des années 1970 il s’enrichissait de filiales régionales: Le Musée de Julian Fałat (1973), Musée de la Technique Textile, nommé à présent Musée de la Technique et du Textile (1979) et enfin la Maison du Tisserand (1992). À partir de 2001, le musée porte le nom du Musée de Bielsko-Biała.

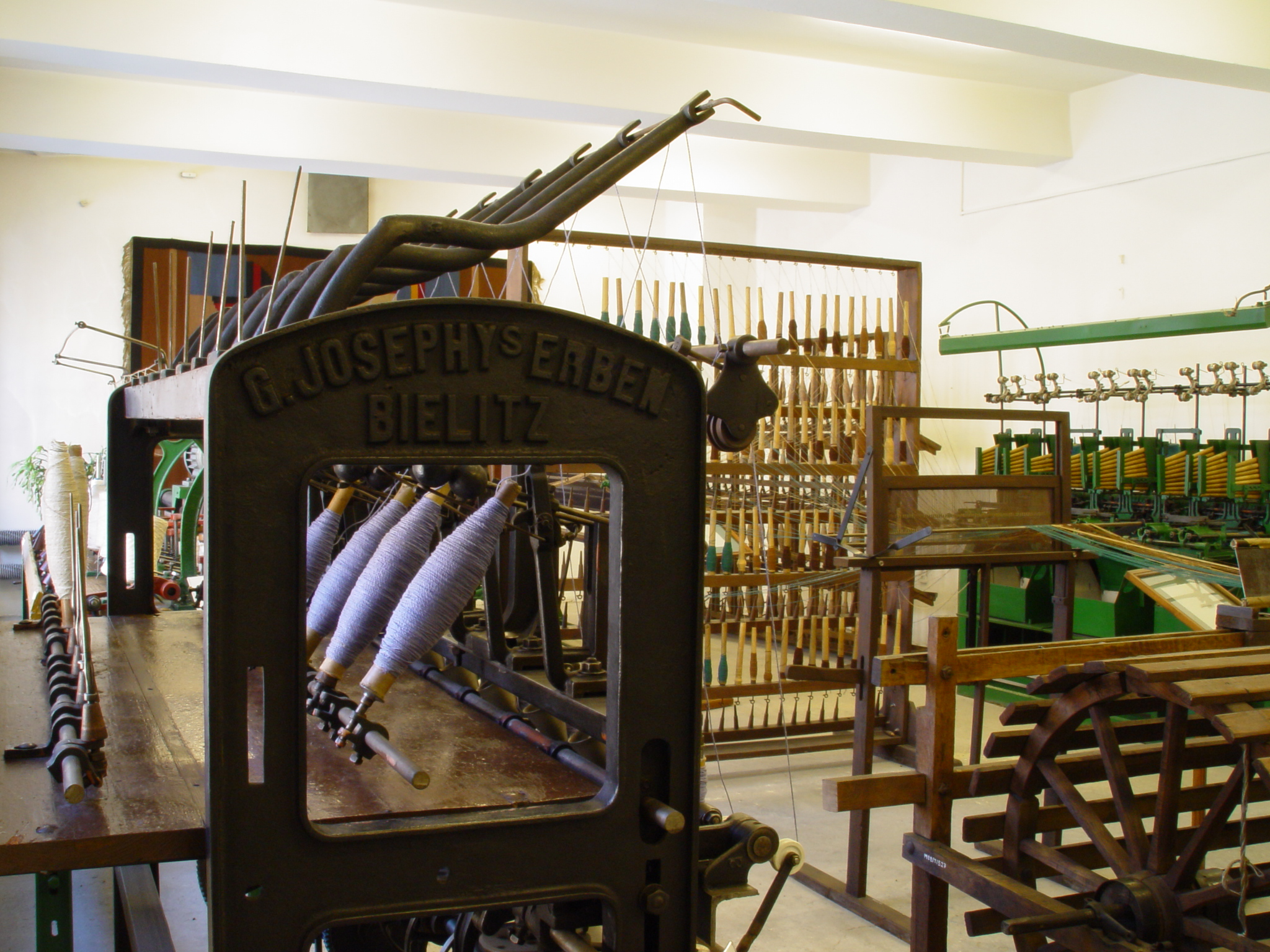
Le Musée de la Technique et du Textile
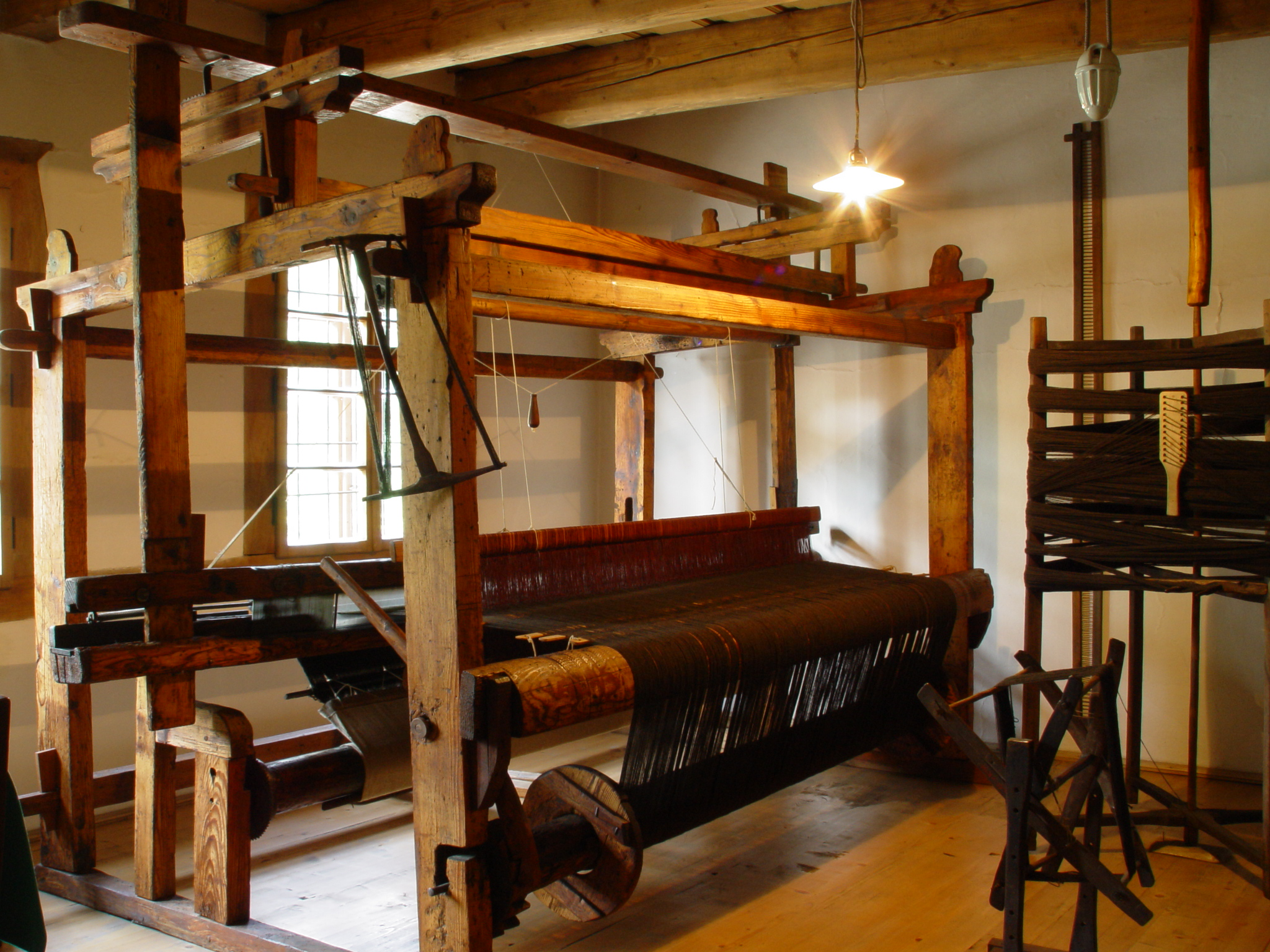
La Maison du Tisserand
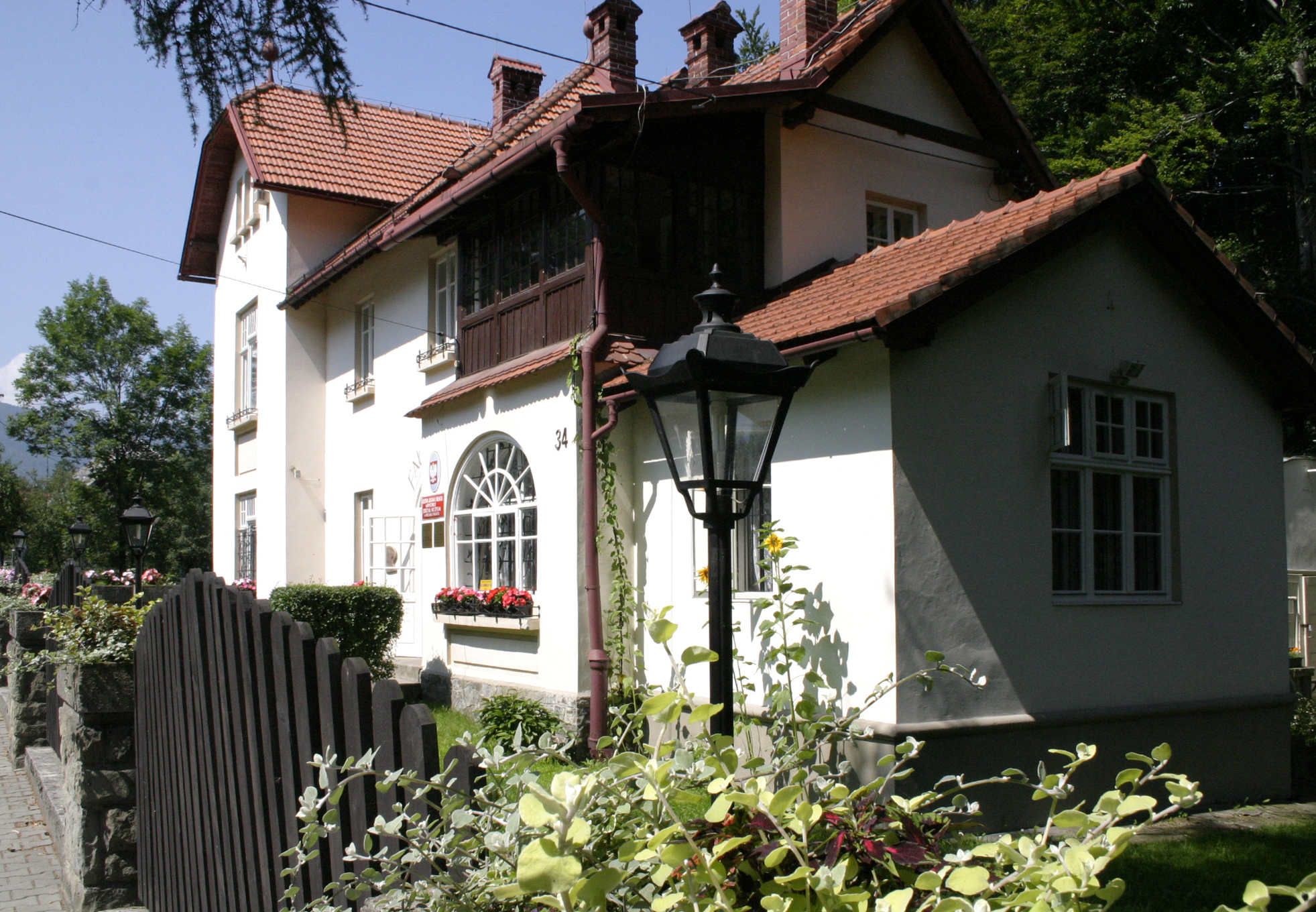
Le Musée de Julian Fałat
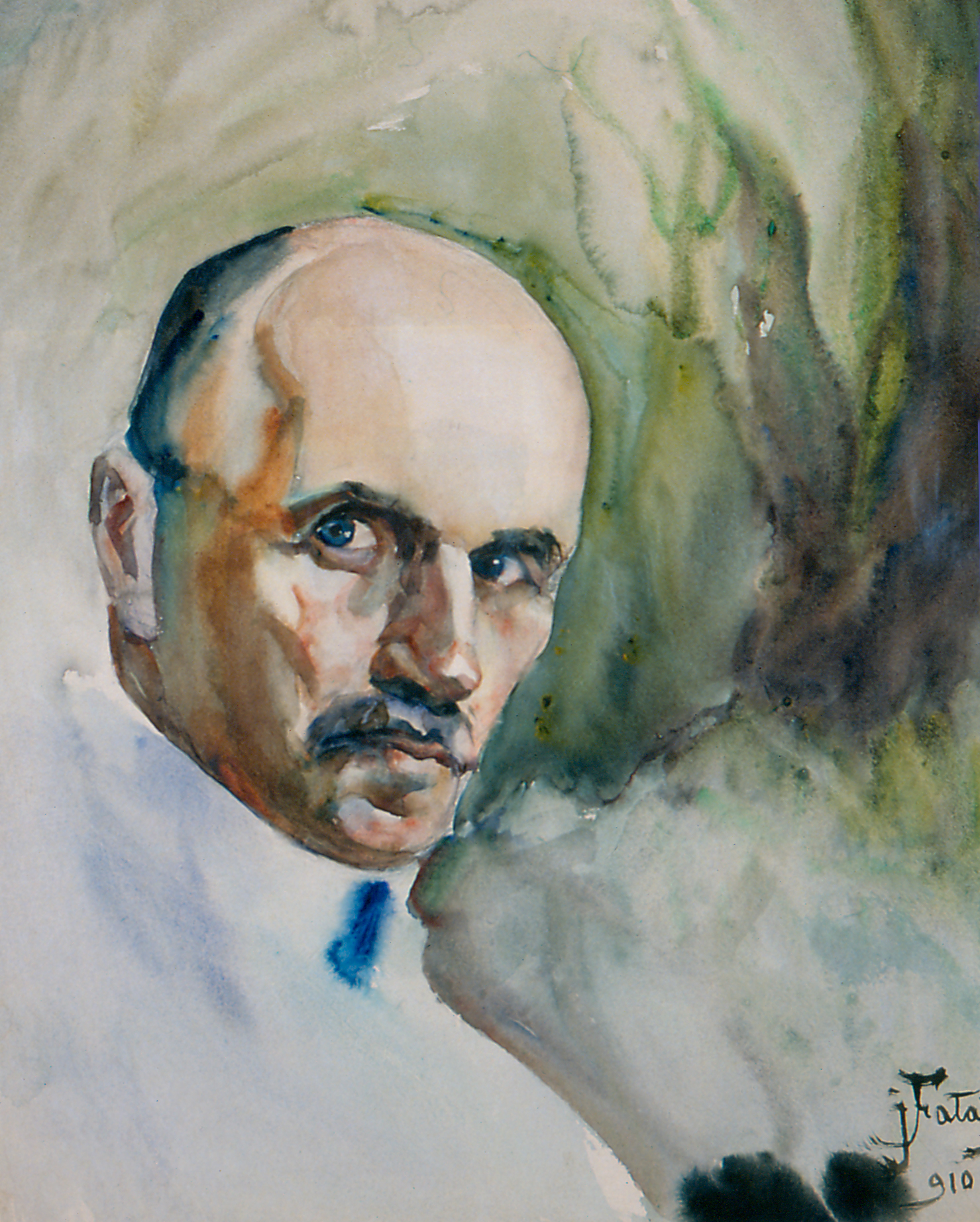
Julian Fałat